# Harrison County (Texas)
Harrison County je okres ve státě Texas v USA. K roku 2010 zde žilo 65 631 obyvatel. Správním městem okresu je Marshall. Celková rozloha okresu činí 2 370 km².